# ベティカ幻想曲
『ベティカ幻想曲』（ベティカげんそうきょく、 ラテン語: Fantasia Baetica, スペイン語: Fantasía Bética）は、スペインの作曲家マヌエル・デ・ファリャによって作曲されたピアノ独奏曲である。アルトゥール・ルービンシュタインに委嘱を受けて作曲された。

## 概要
演奏時間約13分ほど。当時スペインへ演奏旅行に来ていたアルトゥール・ルービンシュタインに委嘱を受けて作曲され、ルービンシュタイン自身によってニューヨークで演奏された（初演はヨゼフ・ホフマンによる）。「ベティカ」はラテン語でスペインのアンダルシア地方を指しており、それを受けて日本では別名『アンダルシア幻想曲』、また原題のまま『ファンタジア・ベティカ』と呼ばれることもある。ファリャのピアノ独奏作品の中でも特に演奏効果の高い楽曲で、フラメンコのリズムやギター奏法の多用など、スペイン民族主義の頂点を極めたファリャならではの作品となっている。
しかし、ルービンシュタイン自身は演奏至難かつ厳格な作風の本作になじめず、録音しないままレパートリーからは外してしまった。